# 布加伊德魯吉
50°19′31″N 35°58′35″E / 50.32528°N 35.97639°E
布哈伊-德魯希（烏克蘭語：Бугаї Другі）是位於烏克蘭東部的村莊，由哈爾科夫州博霍杜希夫區的佐洛奇夫市鎮負責管轄。該村始建於1775年，面積0.18平方公里，海拔高度138米，2001年人口62，人口密度每平方公里344.4人。